# Sieglinde Winkler
Sieglinde Winkler (* 30. März 1966 in Ferlach, Kärnten) ist eine ehemalige österreichische Skirennläuferin.

## Biografie
Winklers Weltcup-Debüt erfolgte 1982 in der Doppelabfahrt von Arosa. Die 16-Jährige erreichte die Ränge sieben und zehn. In der Saison 1982/83 erzielte sie mit Rang vier in der zweiten Abfahrt von Megève ihr erstes Spitzenresultat. Einen siebten Rang ließ sie im nächsten Rennen in Les Diablerets folgen.
Für die Skiweltmeisterschaften 1985 in Bormio schien Winkler nach drei Top-Ten-Ergebnissen bereits für die Abfahrtsmannschaft fest qualifiziert zu sein, als sie in Megève auf dem Weg zu einem Podestplatz schwer stürzte. Die Saison 1985/86 war die erfolgreichste Saison für Winkler. In der zweiten Abfahrt von Bad Gastein (AUT) und im Super-G von Furano – hier mit Startnummer 48 – belegte sie jeweils den zweiten Platz. Ein Jahr später ließ sie mit dem dritten Rang in der Abfahrt von Mellau einen weiteren Podestplatz folgen.
Die Querelen des ÖSV bei den Skiweltmeisterschaften 1987 in Crans-Montana hinterließen auch bei Winkler Spuren. Sie konnte sich für das Abfahrtsteam nicht qualifizieren. Ihre Karriere beendete sie 1987 mit einem neunten und einem siebten Rang in der Doppelabfahrt bei der Olympia-Generalprobe in Calgary.
Insgesamt erreichte Winkler 14 Top-Ten-Platzierungen in den Disziplinen Abfahrt und Super-G und ist damit bislang die erfolgreichste Kärntner Skirennläuferin in den Speed-Disziplinen im Skiweltcup.
Sieglinde Winkler ist mit dem ehemaligen Skispringer Ernst Vettori verheiratet.
Im Jahr 1982 erhielt sie bei der vom Sportpresseklub Kärnten durchgeführten Wahl zum „Kärntner Sportler des Jahres“ die höchste Stimmenzahl bei den Damen (es gab damals noch keine eigene Damen-Wertung), ein Erfolg, den sie 1986 wiederholen konnte.